# Cluse de Voreppe
La cluse de Voreppe, cluse de l'Isère ou trouée de l'Isère est une cluse de France située en Isère.

## Géographie
L'Isère traverse l'anticlinal du Ratz — extrémité méridionale du massif du Jura d'un point de vue géologique —, séparant le Bec de l'Échaillon, qui se retrouve dans le massif du Vercors au sud-ouest, du plateau du Grand-Ratz dans le massif de la Chartreuse au nord-est,. Elle se situe dans la partie aval du Grésivaudan et tient son nom de la ville de Voreppe. Outre l'Isère, la cluse est traversée par les autoroutes A48 et A49 qui s'y rejoignent, les routes départementales 1075, 1085 et 1532 ainsi que la ligne de Lyon-Perrache à Marseille-Saint-Charles (via Grenoble).
Dans un sens plus large, alors appelée « cluse de l'Isère » ou « trouée de l'Isère », la cluse désigne la partie du Grésivaudan entre les massifs du Vercors et de la Chartreuse entre Grenoble en amont et Voreppe en aval, soit sur près de quinze kilomètres sur une largeur moyenne de deux kilomètres.
Ce passage entre les vallées intérieures des Alpes et le Bas-Dauphiné a été élargi en vallée en auge lors du passage du glacier de l'Isère au cours des différentes glaciations,,. À la fonte du glacier lors du dernier stade glaciaire, un lac côté entre 190 et 240 mètres d'altitude occupe cette partie du Grésivaudan qui se comble d'alluvions au fil des millénaires jusqu'à former la plaine actuelle.

Vue panoramique de la trouée de l'Isère depuis le massif du Vercors en direction du massif de la Chartreuse avec Grenoble à droite et Voreppe à gauche.

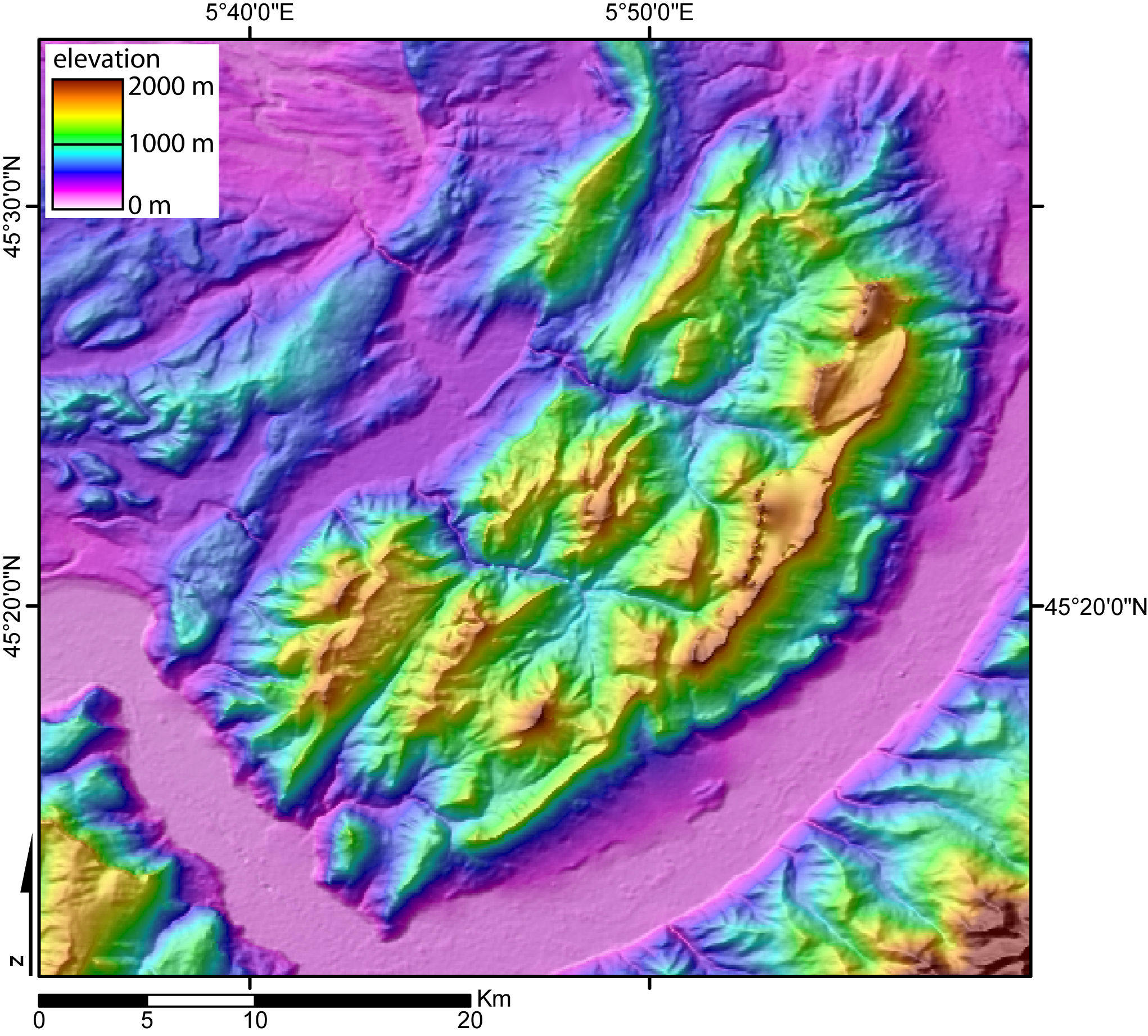
Modèle numérique de terrain du massif de la Chartreuse avec la cluse de Voreppe au sud-ouest.
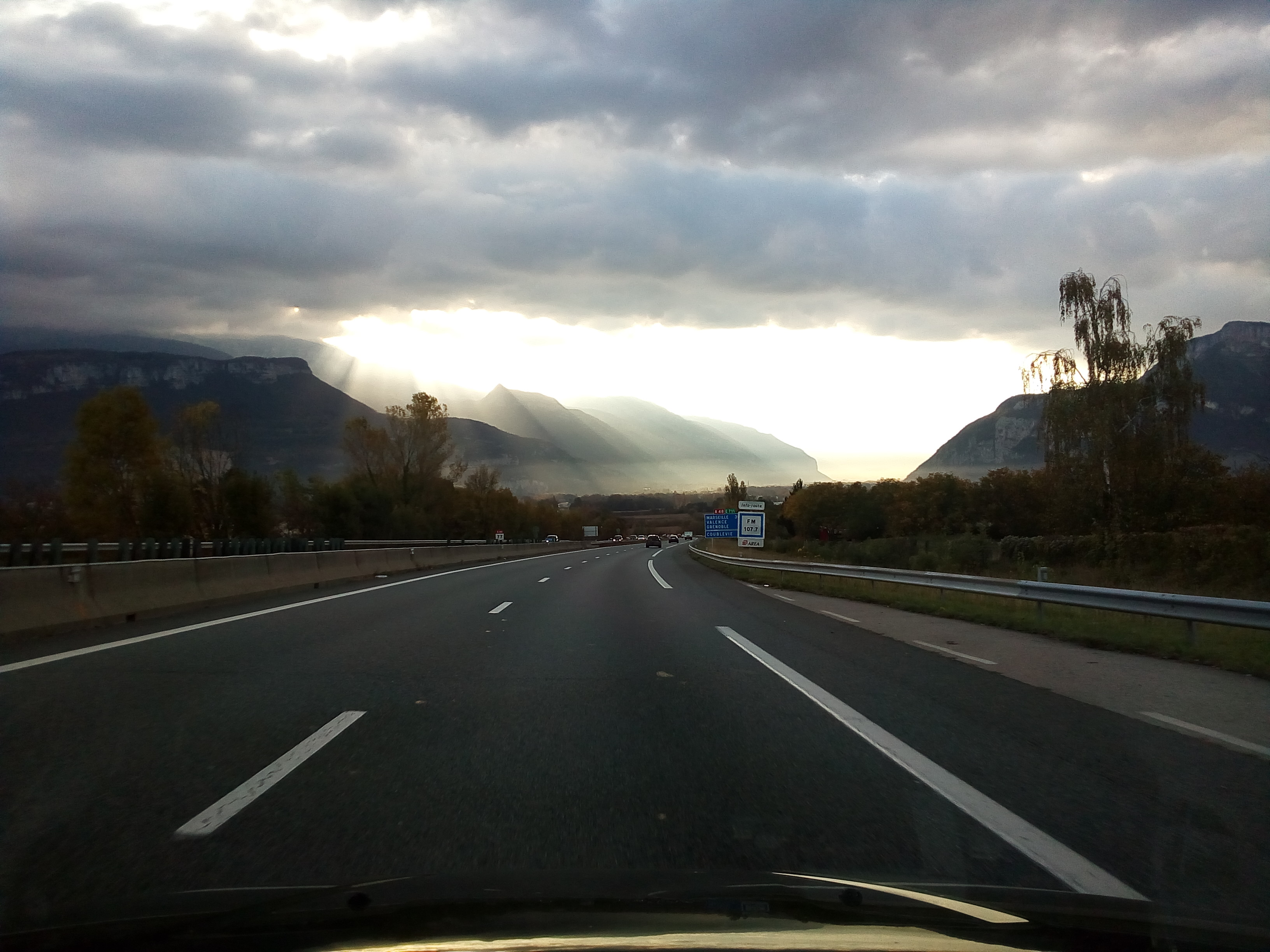
L'arrivée dans la cluse de Voreppe par l'autoroute A48 à hauteur de Voiron au nord-ouest.
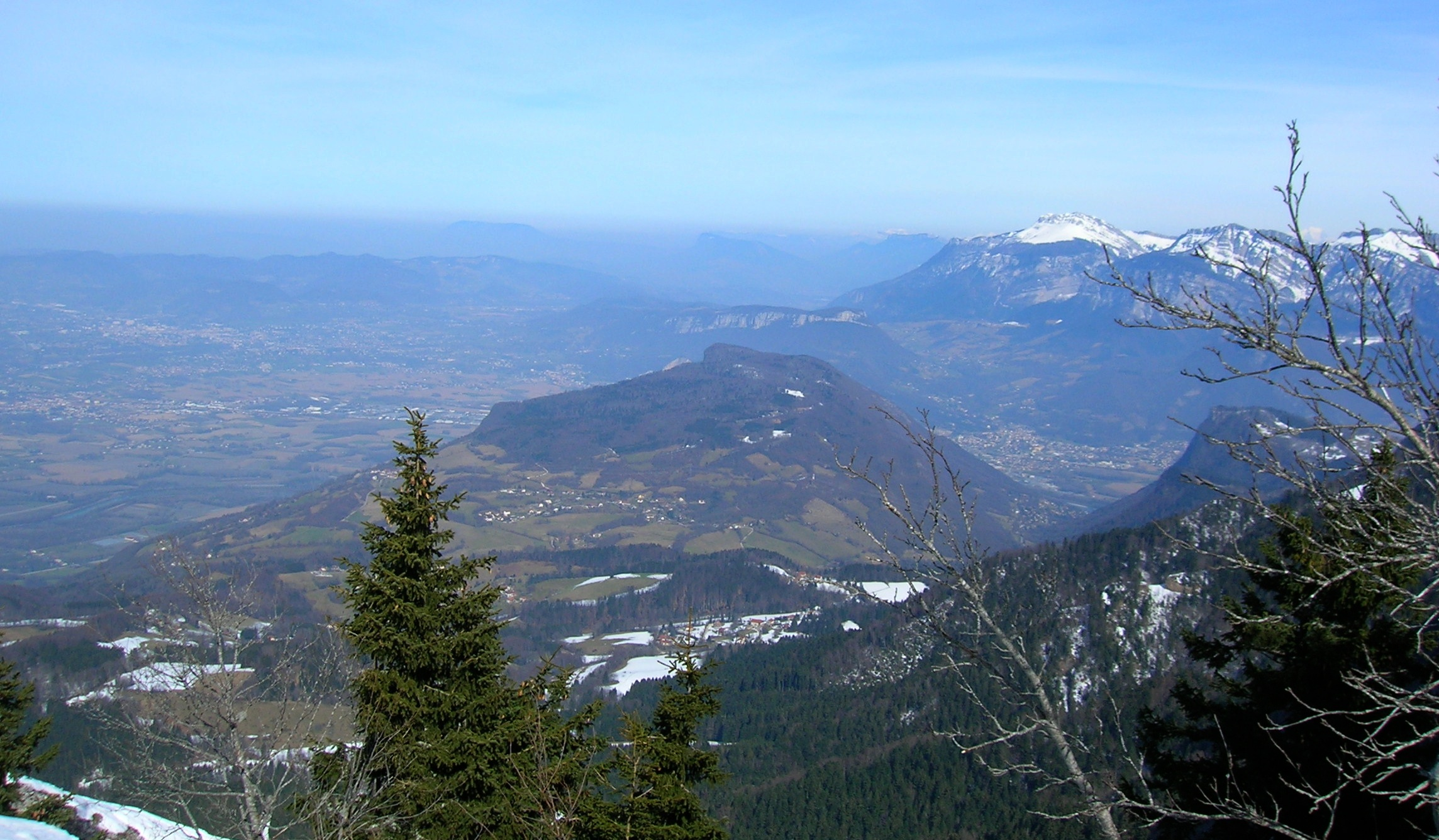
L'anticlinal du Ratz vu dans la longueur depuis le Bec de l'Orient au sud-ouest, montrant le plateau du Grand-Ratz dans le prolongement de la dent de Moirans, les deux reliefs étant séparés par la cluse de Voreppe.